# Hymne national de l'Angleterre
L’Angleterre est l'une des quatre nations constitutives du Royaume-Uni, et l'une des deux -avec l'Irlande du Nord- à ne pas avoir son propre hymne national.

## Explication
Le Royaume-Uni est un État souverain né de l'union, au fil des siècles, des différentes nations qui le composent. Il dispose d'un hymne national : God Save the King.
Au sein du Royaume-Uni, le pays de Galles utilise comme hymne propre Hen Wlad fy Nhadau, chant composé au XIXe siècle, tandis que l'Écosse s'est officieusement donnée pour hymne Flower of Scotland à la fin du XIXe siècle. L'Angleterre, toutefois, n'a pas d'hymne national populaire et qui lui soit largement reconnu comme propre. 

## Hymnes utilisés
L'Angleterre n'étant pas un État souverain, la question de son hymne national ne se pose de fait que lors de compétitions sportives où l'Angleterre dispose de sa propre équipe, plutôt que faire partie d'une équipe britannique unifiée.
En football, chaque nation constitutive du Royaume-Uni a sa propre équipe. Si celles du pays de Galles et de l'Écosse utilisent leurs propres hymnes nationaux, celles de l'Angleterre et de l'Irlande du Nord utilisent toutes deux, par défaut, God Save the King, c'est à dire l'hymne du Royaume-Uni. Il en va de même pour l'équipe d'Angleterre de rugby à XV.
L'Angleterre aux Jeux du Commonwealth utilise le chant Jerusalem comme hymne national pour ses athlètes, ce choix résultant d'une consultation du public anglais. C'est un chant adapté d'un poème de William Blake, mis en musique initialement en 1916 par Hubert Parry, puis réadapté en 1922 par Edward Elgar,. L'équipe d'Angleterre et du pays de Galles de cricket utilise elle aussi Jerusalem comme hymne national.
Plus généralement, il est admis que les instances sportives anglaises « sont libres de choisir [entre] Jerusalem, God Save the King ou Land of Hope and Glory », qui est un chant d'Edward Elgar également. Ces trois chants font d'ailleurs systématiquement partie du programme de la célèbre « Dernière Nuit des Proms », série de concerts au Royal Albert Hall durant l'été et diffusés à la BBC.